# Cotylaspis insignis
Cotylaspis insignis är en plattmaskart som beskrevs av Joseph Leidy 1857. Cotylaspis insignis ingår i släktet Cotylaspis och familjen Aspidogastridae. Inga underarter finns listade i Catalogue of Life.